# Настасовка (Днепропетровская область)
Настасовка (укр. Настасівка) — село,
Мировский сельский совет,
Томаковский район,
Днепропетровская область,
Украина.
Код КОАТУУ — 1225485504. Население по переписи 2001 года составляло 708 человек .

## Географическое положение
Село Настасовка находится на левом берегу реки Томаковка,
выше по течению на расстоянии в 1 км расположен посёлок Мировое,
ниже по течению на расстоянии в 4,5 км расположен посёлок Заря,
на противоположном берегу — село Топила.
По селу протекает пересыхающий ручей с большой запрудой.
Через село проходят автомобильная дорога Н-23 и
железная дорога, станция Платформа 132 км.

## Объекты социальной сферы
- Школа.
- Фельдшерский пункт.
- Садик